# Natura 2000-område nr. 168 Havet og kysten mellem Præstø Fjord og Grønsund
Natura 2000-område nr. 168 Havet og kysten mellem Præstø Fjord og Grønsund  er et Natura 2000-område der består af habitatområde H147 og fuglebeskyttelsesområderne F84 og F89. Området er et af de Natura 2000-områder i Danmark, der er rigest på internationalt beskyttelseskrævende naturtyper og arter.  Natura 2000-området har et areal på   32.972 ha, hvoraf ca. 4.200 ha er landareal.  Skovarealet er på 902 ha, heraf 672 ha med fredskovspligt. 556 ha er statsejet. Den nordlige del udgør ramsarområdet Præstø Fjord, Jungshoved Nor, Ulvshale og Nyord. 
Det omfatter havet og kysterne mellem det sydøstlige Sjælland, Møn og Falster, fra Præstø Fed i nord til Hestehoved Fyr på Falster i syd, fra Farødæmningen i vest til Hollændergrund nord for Ulvshale mod øst.
Hovedparten af Natura 2000-området ligger   i Vandområdedistrikt II Sjælland  i vandplanomåde 2.6 Østersøen.  i  Vordingborg-, Faxe- og Næstved Kommuner.  En lille del ligger i Guldborgsund Kommune og i vandplanområde vandplan  2.5 Smålandsfarvandet.

## Beskrivelse
Den marine del af området udgøres af lavvandede bugter, fjorde og sunde med sandbund og spredte sten. Strømforholdene er meget varierede og bidrager til et afvekslende kystlandskab. Flere steder aflejrer havet strandvolde i krumoddesystemer, tydeligst på Ulvshale-Nyord og Præstø Fed. Her har vand og vind opbygget landskaber med rev, rullestensstrandvolde, klitter, strandenge og vadeflader. 
Landarealet er bortset fra Ulvshale, Præstø Fed og området ved Even Sø mere eller mindre smalle kystnære områder med vekslende lysåbne områder og skovarealer.
De åbne marine områder med sandbund og blød bund har tidligere været præget af store og
veludviklede bevoksninger af ålegræs, men de seneste år er ålegræs gået markant tilbage både i
beskyttede områder som f.eks. Præstø Fjord, men også i de mere åbne og strømfyldte områder. I
områder med mere stenet bund findes en rig rødalgeflora.
De lavvandede kystnære farvande er internationalt vigtige som fødesøgningsområde for store flokke
af bl.a. knopsvane, blishøne, hvinand, toppet skallesluger og stor skallesluger. Fåtallige og sårbare fuglearter som klyde, brushane, splitterne, fjordterne, havterne og dværgterne udnytter lavvandede områder til fødesøgning og ubeboede øer og holme som yngleplads. Havørn og vandrefalk er nye ynglefugle i området. Spættet sæl yngler også i området.

### Strandvolde og -enge
Strandvoldsfladerne på Nyord, Ulvshale, Præstø Fed og ved Fanefjord rummer en mangfoldighed af
habitatnaturtyper. På de yngste dannelser er der stenstrands- og klitnaturtyper, mens der på de
ældre dele af strandvoldene har udviklet sig hede, overdrev og skovnaturtyper. I lavningerne er der
rigkær og, hvor der er saltpåvirkning, strandeng. Naturtyperne findes ofte i komplekse mønstre
bestemt af strandvoldsforløbene og af driften. På Ulvshale giver strandvoldene grobund for
forskellige skovnaturtyper.
Et af Østdanmarks største sammenhængende strandengsområder findes på syd- og østkysten af
Nyord. Der er også store strandengspartier på Ulvshale, Præstø Fed og ved Fanefjord, og naturtypen
findes som lange bånd foran morænekysten i det forholdsvis rolige kystfarvand, der karakteriserer
området. Næsten 5 % af Danmarks strandengsareal findes i dette Natura 2000-område.
Strandengene er internationalt vigtige for mange arter af andefugle og vadefugle både i yngletiden
og i forbindelse med trækket.

### Even Sø
Even Sø ligger i bunden af Præstø Fjord med kun beskeden tilknytning til kysten. Langs den
lavvandede sø findes udbredte forekomster af hængesæk, og i en af disse er der en bestand af den
beskyttelseskrævende orkidé mygblomst. På søens vestside findes veludviklede ellesumpe. De
truede naturtyper rigkær, surt overdrev og kalkoverdrev findes spredt i området. Der er overvejende
tale om små arealer. To af kalkoverdrevene rummer bestande af sjældne orkideer.
Områdets kystskove rummer mere end halvdelen af Danmarks bestand af den nationalt rødlistede
art stor skallesluger, som også findes på områdets udpegningsgrundlag som trækfugl.

## Fredninger
Omkring en tredjedel af Natura 2000-området er fredet, i alt  ca. 1.385 hektar, i en række forskellige fredninger, de største er Nyord, Ulvshale og  Jungshoved, men også Præstø Fed og arealer omkring Præstø Fjord. Der er 3 vildtreservater i Natura 2000 område 168. Ved
Ulvshale og Nyord fik et område på 10.108 ha efter en forsøgsperiode permanent status som
vildtreservat i 1993. Fra 1999 kom tilsvarende ordninger til at gælde 693 ha i Præstø Fjord og 716 ha
i Fanefjord-Grønsund.